# Pere Chanel
Pierre Louis Marie Chanel o Sant Pere Chanel (11 de juliol de 1803 - 28 d'abril de 1841) va ser un sacerdot marista, missioner i màrtir. És venerat com a sant per l'Església Catòlica

## Biografia
Nascut a La Potière, llogarret de Cuet, a França, va ingressar a la congregació dels Pares Maristes el 1831. Va ser enviat com a missioner a Oceania, on va predicar a Tahití i Tonga, amb poc èxit. Va arribar a les illes de Futuna, governades pel rei Niuliki, on va predicar. El rei i el seu consell van veure perjudicial la influència que estava assolint sobre la població, sobretot quan el fill del rei va ser batejat. Niuliki va decidir llavors acabar amb ell i va manar al seu ministre Musumusu que el matés. Va convertir-se en el primer màrtir del continent i la seva mort va conduir a la conversió al cristianisme de tota la població de l'illa.
Beatificat (1889) i canonitzat (1954), va esdevenir el primer sant de la Societat de Maria (Maristes).